# Йован Ристич
Йован Ристич (серб. Joван Ристић, *4 січня 1831, Крагуєваць, Сербське князівство — 23 серпня 1899, Белград, Королівство Сербія) — історик, доктор філософії з права, політик і один з найбільших державних діячів XIX-го століття Сербії. Засновник і лідер Ліберальної партії, один з найвпливовіших діячів у сербській політиці 1868—1893 років. Йован Ристич був представником Сербського князівства на Берлінському конгресі в 1878 році, який визнав незалежність Сербії.
У списку «100 найзнаменитіших сербів» Йован Ристич займає 39 місце.

## Біографія
Йован Ристич народився у 1831 році в Крагуєваці, у центральній частині Сербії, у бідній сім'ї. Він рано втратив батька, але друг сім'ї, побачивши його успіхи в початковій школі, умовив відправити його до школи в Белграді. У Белграді Ристич став активним членом Товариства сербської молоді.
Після закінчення ліцею в Белграді у 1849 році Ристичеві надали стипендію для вивчення богослов'я в Росії. Однак він відмовився і поїхав до Берліна, де здобув ступінь доктора філософії з права в Гейдельберзькому університеті. У Німеччині він навчався у історика Леопольда фон Ранке. Для поглиблення своїх знань, як історика, він продовжив освіту в паризькій Сорбонні. Однак, після повернення до Сербії, не зміг отримати посаду професора історії в Белградському ліцеї. Цікаво, що свого часу, працюючи редактором сербської газети «Srpskih novina», Ристич популяризував твори Шекспіра в Сербії.
У 1854 році йому допоміг випадок і Ристич став співробітником у Міністерстві внутрішніх справ під керівництвом впливового політичного лідера — Іллі Гарашанина. На цій посаді Ристич пройшов сувору бюрократичну школу.
Невдовзі Ристич одружився з Софією, дочкою багатого белградського купця Гаджі Томе. Цей шлюб крім грошей забезпечив йому проте́кцію сербських князів династії Обреновичів.

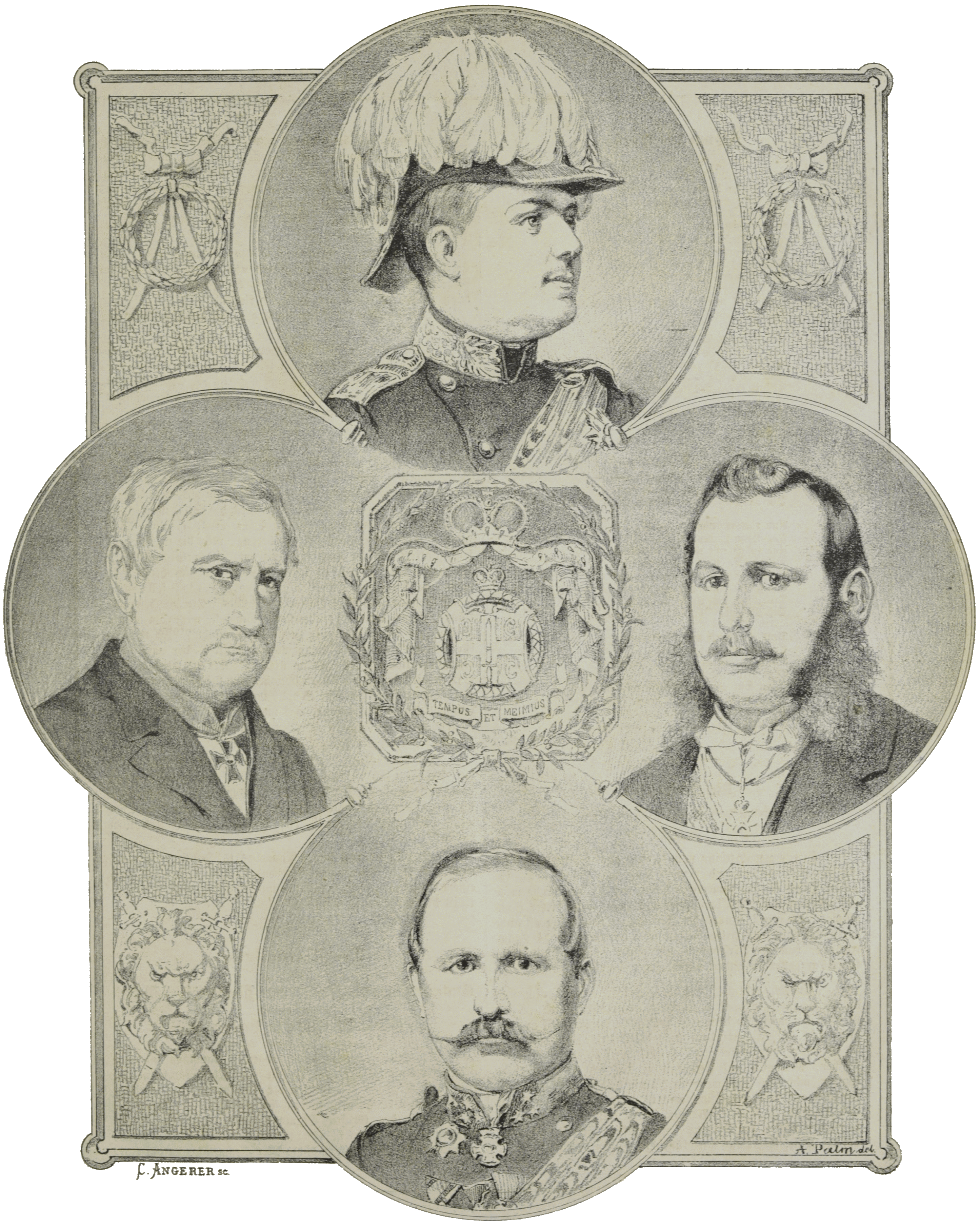
Регентська рада: Милан Обренович, Йован Гаврилович, Йован Ристич, Миливоє Блазнавац

У 1861 році Ристич був призначений дипломатом у Стамбулі. Він брав участь у переговорах, які спричинили вихід турецьких військ з Сербії в 1867 році. Після повернення з Стамбулу до Белграду, князь Михайло III Обренович хотів зробити Ристича «своєю правою рукою», але той відмовився і був призначений міністром закордонних справ. У цей час Ристич вважався одним з головних лідерів Ліберальної партії.
У 1868 році, після вбивства князя Михайла Обреновича III, під час малолітства князя Милана, який тоді мав 14 років, у 1868—1872 роках Ристич був членом регентської ради; провів конституцію 1869 року. У 1872—1873 роках він був прем'єром і в 1876 році знову на цій посаді. Провів невдалу Сербо-турецьку війну 1876—1877 років, керував сербською політикою під час другої війни 1877—1878 років, був представником Сербії на Берлінському конгресі, де, спритно лавіруючи між Росією і Австрією, домігся визнання незалежності Сербії і розширення сербської території. Після війни, 13 жовтня 1878, Ристич знову став прем'єр-міністром, однак, він відмовився підписати торгову угоду з Австро-Угорщиною, яка, на його думку, поставила б Сербію у залежність від свого потужного сусіда. З цієї причини, він пішов у відставку (2 листопада 1880).
У 1882 році князь Милан IV Обренович став королем Сербії — Миланом I. 13 червня 1887 король доручив Ристичеві сформувати коаліційний кабінет. Ристич залишався прем'єр-міністром до 1 січня 1888 року.

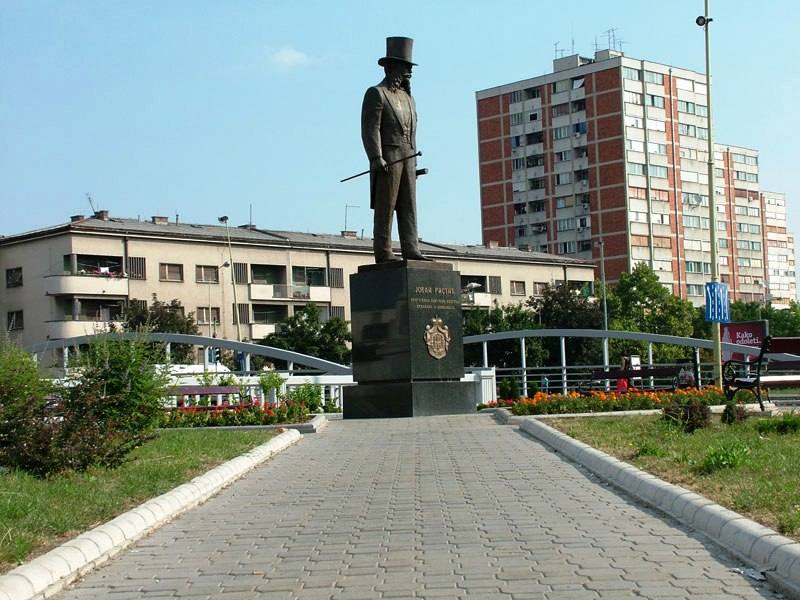
Площа Йована Ристича у Крагуєваці. 2010

3 січня 1889 р прийняли нову конституцію, ліберальнішу, ніж 1869 року. 6 березня король Милан I відрікся від престолу на користь свого сина, молодого князя Олександра. Йован Ристич став президентом Ради регентства і санкціонував утворення радикального кабінету.
У 1892 році регенти абсолютно довільно дали відставку радикального кабінету, який мав більшість у скупщині і користувався величезною довірою в народі, і замінили його ліберальним кабінетом Йована Авакумовича (Јован Авакумовић). Це рішення викликало велике невдоволення серед населення. 13 квітня 1893 молодий король Олександр I вирішив повністю царювати до свого повноліття. Він розпустив уряд і Ристич був, таким чином, відсторонений від влади. Відтоді він жив переважно за кордоном.
Помер Ристич у Белграді 4 вересня 1899 року.
Йован Ристич був членом Сербської королівської академії, тепер — Сербська академія наук і мистецтв, і в 1899 році став її президентом.
| Попередник          | Президент Сербської Королівської академії | Наступник    |
| ------------------- | ----------------------------------------- | ------------ |
| Милан Дж. Миличевич | 1899                                      | Сима Лозанич |